# Siberia
Siberia — десятий студійний альбом англійської групи Echo & the Bunnymen, який був випущений 20 вересня 2005 року.

## Композиції
1. Stormy Weather – 4:24
2. All Because of You Days – 5:44
3. Parthenon Drive – 5:11
4. In the Margins – 5:06
5. Of a Life – 3:44
6. Make Us Blind – 4:00
7. Everything Kills You – 4:17
8. Siberia – 4:56
9. Sideways Eight – 3:16
10. Scissors in the Sand – 5:29
11. What If We Are? – 5:09

## Учасники запису
- Іен Маккаллох — вокал
- Уїлл Сарджент — гітара
- Стівен Бреннан — бас гітара
- Горді Гоуді — гітара
- Кері Джеймс — клавішні
- Ніколас Килрой — ударні